# Ейтор Каналлі
Ейтор Каналлі (порт. Heitor Canalli, 12 березня 1907, Жуїз-ді-Фора — 21 липня 1990, Петрополіс) — бразильський футболіст, що грав на позиції півзахисника, зокрема, за клуби «Ботафогу» та «Ботафогу», а також національну збірну Бразилії.
Чотириразовий переможець Ліги Каріока. У складі збірної — володар Кубка Ріу-Бранку. 

## Клубна кар'єра
У футболі дебютував 1927 року виступами за команду клубу «Петрополітано», в якій провів два сезони. 
Своєю грою за цю команду привернув увагу представників тренерського штабу клубу «Ботафогу», до складу якого приєднався 1929 року. Відіграв за команду з Ріо-де-Жанейро наступні чотири сезони своєї ігрової кар'єри.
Згодом з 1933 по 1934 рік грав у складі команд «Фламенго» та «Торіно».
1935 року повернувся до клубу «Ботафогу». Цього разу провів у складі його команди п'ять сезонів. 
Завершив професійну ігрову кар'єру у клубі «Канто до Ріо», за команду якого виступав протягом 1941 року.

## Виступи за збірну
1932 року дебютував в офіційних матчах у складі національної збірної Бразилії. Протягом кар'єри у національній команді провів у її формі 4 матчі.
У складі збірної був учасником чемпіонату світу 1934 року в Італії, де зіграв в єдиному поєдинку команди на турнірі проти збірної Іспанії (1-3), Чемпіонату Південної Америки 1937 року в Аргентині, де разом з командою здобув «срібло».
Помер 21 липня 1990 року на 84-му році життя у місті Петрополіс.

## Титули і досягнення
- Переможець Ліги Каріока (4):

«Ботафогу»: 1930, 1932, 1933, 1935
- Володар Кубка Ріу-Бранку (1):

Бразилія: 1932
- Срібний призер Чемпіонату Південної Америки: 1937